# Silvan Schmid
Silvan Schmid (* 1986) ist ein Schweizer Jazz- und Improvisationsmusiker (Trompete, Komposition).

## Leben und Wirken
Schmid wurde schon als 13-Jähriger dank seinem ersten Trompetenlehrer André Meier auf Miles Davis oder zeitgenössische Musiker wie Heiner Goebbels aufmerksam. 2008 begann er die Jazz-Ausbildung an der Zürcher Hochschule der Künste, an der er Unterricht bei Daniel Schenker und Matthieu Michel hatte. Weitere Studien folgten in Dresden und in Berlin bei Malte Burba und Till Brönner. In den folgenden Jahren verschob sich sein Interesse stetig in Richtung freie Improvisation. Erste Aufnahmen entstanden, als er 2014/15 Mitglied des Swiss Youth Jazz Orchestra war. In den folgenden Jahren spielte Schmid in der Formation Wood & Brass (mit Hans Kennel, Phil Collins, Cégiu), war Mitbegründer des Zürcher Gamut Kollektivs und veranstaltete Konzertreihen. Mit seinem Quintett legte er 2018 bei HatHut Records ein erstes Album vor (At Gamut).  Nach Ansicht von Glenn Astarita, der das Album in All About Jazz rezensierte, spiele Schmid „auf einem Niveau an Einfallsreichtum und Raffinesse, das manche Zuhörer für einen so jungen Künstler als ungewöhnlich erachten mögen. Nichtsdestotrotz hat er einen reifen und ziemlich raffinierten Kompositionsstil entwickelt.“
Schmid machte Aufnahmen mit Jędrzej Łagodziński, Nataniel Edelman und Max Santner im transkontinentalen Quartett HUM, dessen Album 2019 erschien. Er spielte im Duo mit Elio Amberg oder in anderen kleinen Besetzungen, so etwa mit dem Zürcher Blockflötisten Alex Riva, der Pariser Bassistin Félicie Bazelaire oder dem Genfer Saxophonisten Bertrand Denzler. Schmid arbeitete auch mit der Pariser Tänzerin Lotus Edde Khouri zusammen. Im Bereich des Jazz war er laut Tom Lord zwischen 2014 und 2018 an elf Aufnahmesessions beteiligt, u. a. mit der Jonas Winterhalter Big Band, Kaspar von Grüningens, dem Bottom Orchestra (Songs of Work)  und Urs Blöchlinger Revisited (Neues aus Kungusien, Leo Records, 2020). Schmid lebt abwechselnd in der Schweiz und in den Niederlanden.

## Diskographische Hinweise
- Silvan Schmid Quintett: At Gamut (Hat Hut Records, 2018),  mit Tapiwa Svosve, Silvan Jeger, Lucas Wirz, Vincent Glanzmann
- This Difficult Three: Double Sun (Wide Ear, 2017), mit Frantz Loriot, Silvan Jeger, Vincent Glanzmann
- Spartituren (2017), mit Xaver Ruegg, Vincent Glanzmann
- HUM: Live at Be Jazz Bern (TVL REC 2019), mit Max Santner, Jędrzej Łagodziński, Nataniel Edelman
- Alex Riva & Silvan Schmid: Montre-moi ce que tu n‘as pas (2020)
- Silvan Schmid: Augmented Space (Hat Hut Records, 2021)
- Silvan Schmid/ Tapiwa Svosve/ Richard Scott/ Eddie Prévost: Live at Centrala (Inexhaustible Editions, 2022)
- Silvan Schmid / Tom Wheatley / Eddie Prevost: The Wandering One - High Laver Levitation Volume 2 (Matchless Recordings, 2024)